# Dargies
Dargies és un municipi francès, situat al departament de l'Oise i a la regió dels Alts de França. L'any 2007 tenia 242 habitants.

## Demografia

### Població
El 2007 la població de fet de Dargies era de 242 persones. Hi havia 96 famílies de les quals 24 eren unipersonals (16 homes vivint sols i 8 dones vivint soles), 24 parelles sense fills, 36 parelles amb fills i 12 famílies monoparentals amb fills.
La població ha evolucionat segons el següent gràfic:
Habitants censats

### Habitatges
El 2007 hi havia 115 habitatges, 99 eren l'habitatge principal de la família, 10 eren segones residències i 6 estaven desocupats. 112 eren cases i 2 eren apartaments. Dels 99 habitatges principals, 93 estaven ocupats pels seus propietaris, 5 estaven llogats i ocupats pels llogaters i 1 estava cedit a títol gratuït; 1 tenia una cambra, 4 en tenien dues, 12 en tenien tres, 32 en tenien quatre i 50 en tenien cinc o més. 86 habitatges disposaven pel capbaix d'una plaça de pàrquing. A 48 habitatges hi havia un automòbil i a 45 n'hi havia dos o més.

### Piràmide de població
La piràmide de població per edats i sexe el 2009 era:
| Homes | Edats   | Dones |
| ----- | ------- | ----- |
| 0     | 95 o +  | 0     |
| 0     | 90 a 94 | 0     |
| 0     | 85 a 89 | 0     |
| 4     | 80 a 84 | 4     |
| 0     | 75 a 79 | 4     |
| 12    | 70 a 74 | 4     |
| 0     | 65 a 69 | 4     |
| 20    | 60 a 64 | 8     |
| 8     | 55 a 59 | 8     |
| 8     | 50 a 54 | 16    |
| 8     | 45 a 49 | 12    |
| 8     | 40 a 44 | 8     |
| 4     | 35 a 39 | 4     |
| 12    | 30 a 34 | 12    |
| 16    | 25 a 29 | 8     |
| 0     | 20 a 24 | 0     |
| 16    | 15 a 19 | 4     |
| 8     | 10 a 14 | 4     |
| 0     | 5 a 9   | 4     |
| 8     | 0 a 4   | 0     |

## Economia
El 2007 la població en edat de treballar era de 150 persones, 112 eren actives i 38 eren inactives. De les 112 persones actives 101 estaven ocupades (56 homes i 45 dones) i 11 estaven aturades (5 homes i 6 dones). De les 38 persones inactives 17 estaven jubilades, 9 estaven estudiant i 12 estaven classificades com a «altres inactius».

### Ingressos
El 2009 a Dargies hi havia 94 unitats fiscals que integraven 238 persones, la mediana anual d'ingressos fiscals per persona era de 18.702 €.

### Activitats econòmiques
Dels 2 establiments que hi havia el 2007, 1 era d'una empresa extractiva i 1 d'una empresa de serveis.
L'any 2000 a Dargies hi havia 18 explotacions agrícoles que ocupaven un total de 1.035 hectàrees.

## Equipaments sanitaris i escolars
El 2009 hi havia una escola elemental integrada dins d'un grup escolar amb les comunes properes formant una escola dispersa.

## Poblacions més properes
El següent diagrama mostra les poblacions més properes.